# سلیمان فهیمی گیگلو
سلیمان فهیمی گیگلو (زاده ۱۳۳۷) نماینده پارس‌آباد و بیله سوار در مجلس هفتم و عضو کمیسیون انرژی مجلس بود. وی از سال ۲۰۰۹ نیز به عنوان مجری طرح (مدیر پروژه) توسعه فاز ۱۲ که به عنوان بزرگترین فاز پارس جنوبی با بودجه‌ای معادل هفت میلیارد و هشتصد میلیون دلار می‌باشد مشغول بوده‌است.
وی پیش از نمایندگی مدیر عامل شرکت کاتالیست پارس بوده‌است.
سليمان فهيمى در اجلاسيه اول(سال اول) مجلس دوازدهم، به عضويت كمسيون آموزش و تحقيقات مجلس درآمده، وى از نظريه پردازان و مدافعات ارتقاى حقوق معلمين در مجلس مى باشد.